# Траспов, Александр Михайлович
Александр Михайлович Траспов (родился 15 апреля 1956 года, СССР) — советский и российский юрист, политический деятель, сотрудник МВД СССР, начальник кафедры уголовного права и процесса Ставропольского юридического института МВД РФ, депутат Государственной Думы ФС РФ первого созыва (1993—1995), кандидат юридических наук, почётный адвокат России.

## Биография
Получил высшее юридическое образование по специальности «правоведение» в Карагандинской высшей школе МВД СССР. С 1973 по 1993 год проходил службу в органах МВД СССР (России), работал в МВД Карачаево-Черкесской республики, в Главном управлении внутренних дел Ставропольского края, завершил службу в должности начальника кафедры уголовного права и процесса Ставропольского юридического института МВД РФ. Кандидат юридических наук. С 1993 года занимается адвокатской практикой.
В 1993 году избран депутатом Государственной думы Федерального Собрания Российской Федерации первого созыва от Ставропольского одномандатного избирательного округа № 56 (Ставропольский край). В Государственной думе был членом комитета по законодательству и судебно-правовой реформе.
В 2000 году работал главным федеральным инспектором по Южному федеральному округу. В 2003 году баллотировался по пост главы города Ставрополь. Член исполкома Гильдии российских адвокатов, Почетный адвокат России.
В 2019 году предлагал свою кандидатуру на должность уполномоченного по правам человека в Ставропольском крае.